# Cuisine des Maritimes

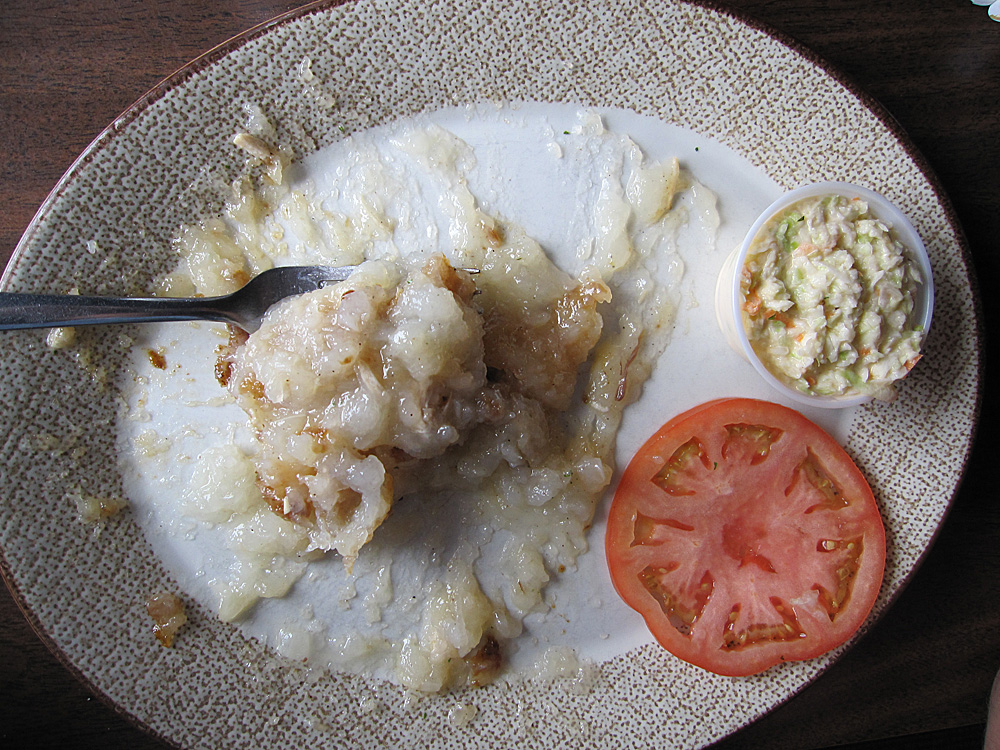
La poutine râpée, exemple de plat des Maritimes.

La région des Maritimes au Canada possède des aliments locaux ; la région possède des aliments qui sont indigènes à la région et des phénomènes culturels ont apporté des aliments non indigènes à la région. La région est située dans l'est du Canada et comprend trois provinces : le Nouveau-Brunswick, la Nouvelle-Écosse et l'Île-du-Prince-Édouard. Sur la côte atlantique, les Maritimes sont une sous-région du Canada atlantique. Une partie de la cuisine a ses origines dans les aliments des peuples autochtones de la Nouvelle-Écosse.

## Plats locaux
La poutine râpée, un plat acadien à base de porc et de pommes de terre, et la rapûre un plat acadien à base de volaille, sont des plats des Maritimes. Les fruits de mer ont une grande importance dans les Maritimes et sont préparés de nombreuses façons. Les lobster rolls sont courants dans toute la province du Nouveau-Brunswick et constituent un plat typique de la population locale ; on les trouve également aux États-Unis, en particulier dans le Maine, qui jouxte la province du Nouveau-Brunswick, la seule province ayant deux langues officielles, le français et l'anglais, ce qui témoigne de la culture que l'on trouve au Nouveau-Brunswick, province située entre le Québec et la Nouvelle-Écosse.
Un autre aliment commun aux habitants des Maritimes est la dulse ; la dulse est une algue d'un certain type qui pousse le long des côtes du Nouveau-Brunswick et de la Nouvelle-Écosse. Certains habitants des Maritimes mangent de la dulse séchée, une collation au goût salé, de couleur rouge-violet à noir, qui se mange comme des croustilles. Le populaire sandwich à la dulse, à la laitue et à la tomate est un plat que l'on trouve au marché historique de Saint-Jean.
La pomme de terre, qui est une culture de base au Nouveau-Brunswick et à l'Île-du-Prince-Édouard, est également un aliment de base de la cuisine des Maritimes. Le Hash Brown Casserole à base de pommes de terre, de fromage et de crème et les crêpes de pommes de terre semblables aux Irish Boxty sont des plats de petit déjeuner très populaires.
Le sucre d'érable, qui se présente sous de nombreuses formes, du sirop d'érable aux bonbons croquants en forme de feuilles d'érable, est une sucrerie importante dans l'est du Canada, où les excursions au sirop d'érable (qui consiste à verser le sirop chaud sur la neige pour le faire cristalliser) sont l'une des meilleures activités hivernales. Il s'agit également d'une exportation importante, sur le plan économique,.
À l'Île-du-Prince-Édouard, la crème glacée Cow's Ice Cream est une marque que l'on ne trouve que dans la province, et les produits laitiers sous diverses formes sont importants pour les résidents des Maritimes. Une variété populaire de crème glacée dans les Maritimes, et aussi en Nouvelle-Angleterre, est la crème glacée aux noix de raisin.